# Yanam
Yanam is een van de 15 enclaves van het Indiase unieterritorium Puducherry. Het ligt aan de noordkant van de rivier de Godavari, ongeveer 400 kilometer ten oosten van Haiderabad, en wordt omsloten door de staat Andhra Pradesh. De oppervlakte van de enclave bedraagt 30 km².